# Kostel Saint-Jean-des-Deux-Moulins
Kostel Saint-Jean-des-Deux-Moulins (tj. svatého Jana od Dvou mlýnů) je katolický farní kostel ve 13. obvodu v Paříži, v ulici Rue du Château-des-Rentiers.

## Historie
Původní kaple se stala farním kostelem v roce 1995. Kostel je zasvěcen Janu Evangelistovi a pojmenován podle bývalé osady, která se rozkládala mezi dnešními ulicemi Boulevard de l'Hôpital a Rue Jenner, a která sama získala pojmenování podle dvou mlýnů.